# Knivskjelodden
Knivskjelodden o Knivskjellodden es un cabo situado en la isla de Magerøya, en la comuna de Nordkapp en Noruega. Con coordenadas 71°11′7″N 25°40′33″E / 71.18528, 25.67583, es el punto más septentrional de Europa.
Aunque cabo Norte es popularmente el más conocido, este se encuentra localizado 1500 metros más al sur que Knivskjellodden, pero es más espectacular al tratarse de un acantilado.